# بورصة نيويورك ويورونكست
بورصة نيويورك يورونكست (بالإنجليزية: NYSE Euronext, Inc.)‏ كانت شركة خدمات مالية متعددة الجنسيات (أمريكية-أوروبية) عملت في تشغيل العديد من بورصات الأسهم مثل بورصة نيويورك، يورونكست، وبورصة نيويورك آرك.
في مارس 2006، اندمجت مع Archipelago Holdings، لتشكّل مجموعة بورصة نيويورك (NYSE Group, Inc)، والتي اندمجت لاحقًا مع يورونسكت إن في (Euronext N.V). في الرابع من أبريل 2007، مكونتان أول بورصة عالمية، مع فرع رئيسي في مانهاتن، نيويورك. وفي 2012 تم الاستحواذ عليها من قبل إنتركونتيننتال إكستشينج وانفصلت عن يورونكست.

## المواقع
في الأسفل، قائمة بأهم مواقع بورصة نيويورك ويورونكست:
- امستردام، هولندا
- باريس، فرنسا
- لشبونة، البرتغال
- لندن، المملكة المتحدة
- شيكاغو، إلينوي، الولايات المتحدة
- مدينة نيويورك، ولاية نيويورك، الولايات المتحدة
- بالو التو، كاليفورنيا، الولايات المتحدة
- سان فرانسيسكو، كاليفورنيا، الولايات المتحدة
- بلفاست، أيرلندا الشمالية
- بروكسل، بلجيكا